# Чупавци 2: Главно јело
Чупавци 2: Главно јело (енгл. Critters 2: The Main Course) је амерички хорор комични филм из 1988. године, режисера и сценаристе Мика Гариса, са Скотом Грамсом, Лиан Кертис, Доном Китом Опером, Лин Шеј, Беријем Корбином и Теренсом Маном у главним улогама. Директан је наставак филма Чупавци 1 из 1986.
Шесторо преживелих ликове из првог дела (Бредли, Чарли, Сал, Аг, Ли и шериф Харв) се враћају и у овом делу, с тим што Ли и шерифа Харва тумаче други глумци.
Филм је добио претежно позитивне оцене и критичара и публике и многи га сматрају једнако добрим као и први део. Ипак на благајнама је прошао далеко лошије, с обзиром на то да зарада коју је остварио није била довољна ни да покрије буџет од 4 милиона долара.
И поред финансијског неуспеха, филм је успео да изнедри још 2 наставка, од којих је први изашао 3 године касније, под насловом Чупавци 3: Оно си што једу и најпознатији је по томе што главну улогу тумачи Леонардо Дикаприо

## Радња
2 године након догађаја из претходног филма, Бред Браун се враћа у Гровер Бенд како би посетио баку за Ускрс. У међувремену ловци на главе Аг, Ли и њихов помоћник Чарли добијају обавештење да су се на Земљи поново појавили облици живота Чупаваца и да се морају вратити како би их докрајчили. Након што Сали, још једна од преживелих из претходног филма, успе да побегне Чупавцима који су је напали, заједно са Бредом и његовом другарицом Меган, она упозорава све становнике Гровер Бенда да су се Чупавци вратили и да што пре морају напустити град. У међувремену, Чупавци блокирају све путеве из града.

## Улоге
| Глумац          | Улога               |
| --------------- | ------------------- |
| Скот Грамс      | Бред „Бредли” Браун |
| Дон Кит Опер    | Чарли Мекфејден     |
| Лиан Кертис     | Меган Морган        |
| Лин Шеј         | Сали „Сал”          |
| Теренс Ман      | Аг                  |
| Роксан Кернохан | Ли                  |
| Бери Корбин     | шериф Харви „Харв”  |
| Том Хоџиз       | Визли               |
| Даглас Роу      | Квигли              |
| Линдси Паркер   | Синди               |
| Херта Варе      | бака                |
| Сем Андерсон    | гдин Морган         |
| Еди Дизен       | менаџер             |
| Синтија Гарис   | Занти               |
| Френк Бирни     | свештеник Фишер     |
| Дејвид Ерсин    | шериф Корвин        |
| Мик Гарис       | глас Чупаваца       |